# Toussaint Louverture
Toussaint Louverture, někdy psáno také Toussaint L’Ouverture, rodným jménem François-Dominique Toussaint, (20. května 1743 poblíž Cap-Français, Haiti – 7. dubna 1803 Fort de Joux, La Cluse-et-Mujoux, Francie) byl haitský černošský vojevůdce a politik, nejvýznamnější postava haitské revoluce, při které došlo k vyvraždění velké části bělošského obyvatelstva, k osvobození černošských otroků a vzniku nezávislého haitského státu. Je vůbec prvním černošským vojevůdcem, jemuž se podařilo v bitvě porazit vojsko evropské koloniální mocnosti.

## Život
Toussaint Louverture byl haitský generál a nejvýznamnější vůdce haitské revoluce. Během svého života Louverture nejprve bojoval se Španěly proti Francouzům, poté společně s nimi proti Španělům a Britům a nakonec znovu proti Francii v zájmu haitské nezávislosti. Louverturova vojenská a politická prozíravost umožnila přeměnit povstání otroků na revoluční hnutí.
Toussaint Louverture se narodil jako otrok ve francouzské kolonii Saint-Domingue, nyní známé jako Haiti. Postupem času se stal svobodným mužem a jakobínem. Svou vojenskou kariéru zahájil jako vůdce vzpoury otroků v roce 1791 v Saint-Domingue, která skončila masakrem bílého obyvatelstva na ostrově.
Zpočátku se spojil se Španěly ze sousedního Santo Dominga. Avšak, když nová francouzská republikánská vláda zrušila otroctví, Louverture přešel k Francouzům. Louverture postupně získal kontrolu nad celým ostrovem a využil svého politického a vojenského vlivu k získání nadvlády nad svými soupeři. Po celá svá léta u moci usiloval o zlepšení ekonomiky v Saint-Domingue. Obával se zastavení ekonomiky a obnovil plantážní systém prostřednictvím placené práce. Sjednal obchodní dohody s Královstvím Velké Británie a se Spojenými státy americkými a udržoval poměrně velkou a dobře vycvičenou armádu. Ačkoli Louverture v roce 1800 nepřerušil vztahy s Francií poté, co porazil vůdce haitské populace mulatů, vyhlásil v roce 1801 pro dosavadní kolonii autonomní ústavu, podle které byl zároveň jmenován generálním guvernérem, a to proti vůli Napoleona Bonaparta.
V roce 1802 byl pozván na mírové jednání francouzským divizním generálem Jean-Baptistem Brunetem, ale po svém příjezdu byl zatčen. Byl deportován do Francie a uvězněn ve Fort de Joux. Byl ponechán bez dostatečného jídla a vody a v roce 1803 ve vězení zemřel. Stalo se tak před závěrečnou a nejnásilnější fází haitské revoluce, avšak jeho předchozí úspěchy vytvořily základ pro konečné vítězství haitské černošské armády. Francouzi, kteří při poslední bitvě utrpěli velké ztráty, kapitulovali a ve stejném roce 1803 se natrvalo stáhli z území Saint-Domingue. Haitskou revoluci dovedl do konce Louverturův poručík Jean-Jacques Dessalines, který vyhlásil nezávislost suverénního státu Haiti dne 1. ledna 1804.

## Galerie

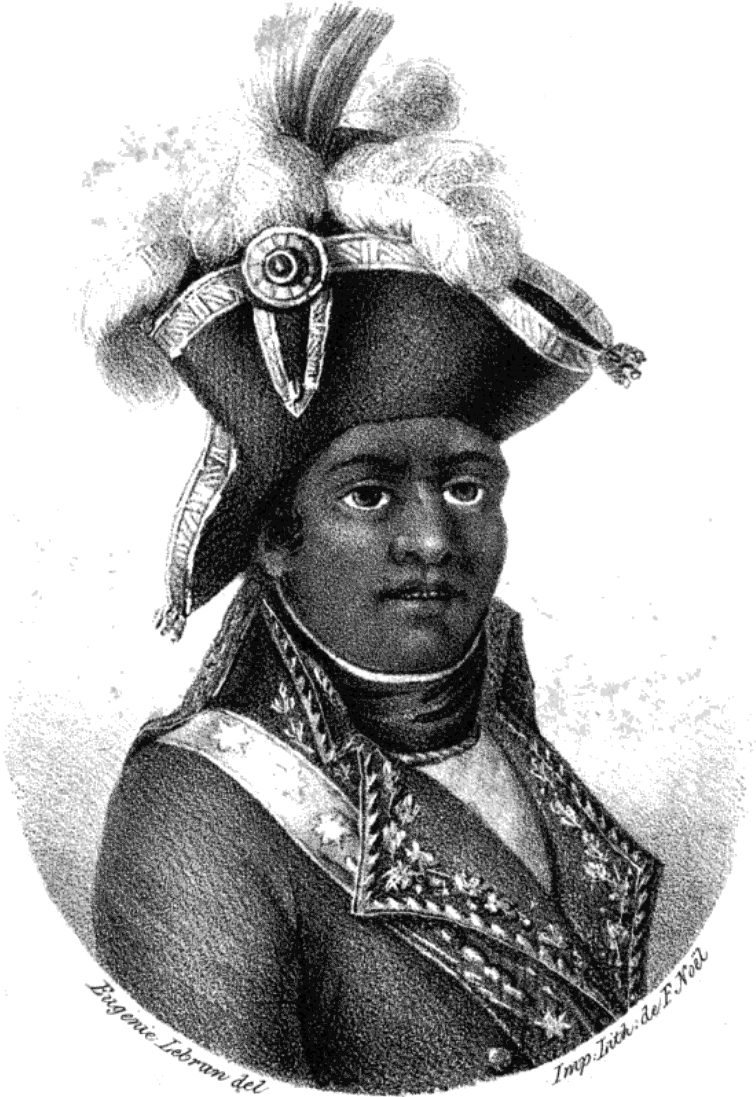
Toussaint Louverture. Kresba z roku 1825 od Eugénie Tripier Lefranc
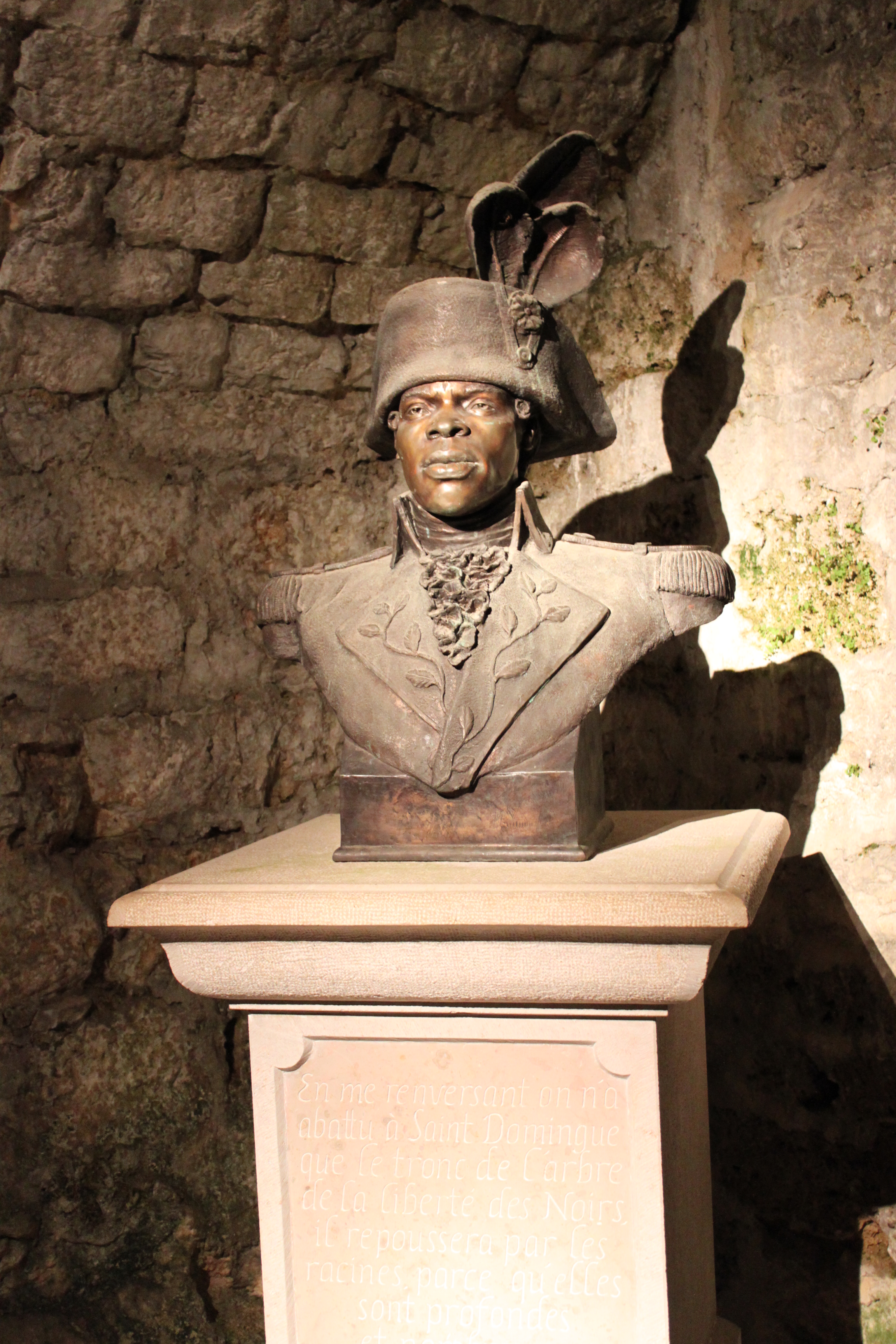
Busta Toussainta Louvertura ve francouzské věznici Fort de Joux, Franche-Comté
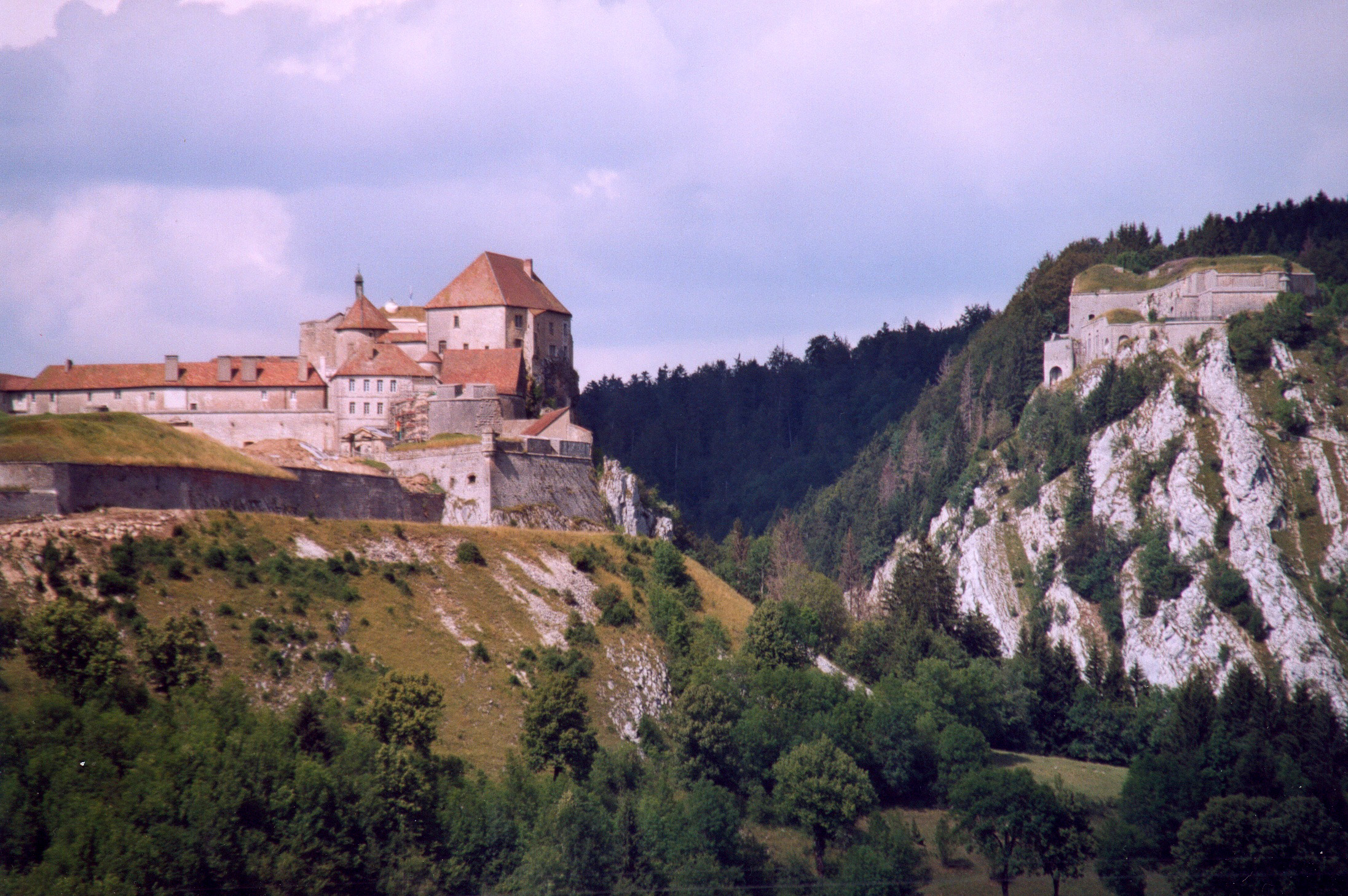
Pohled na pevnost Fort de Joux z roku 2005